# Mitsubishi Sigma

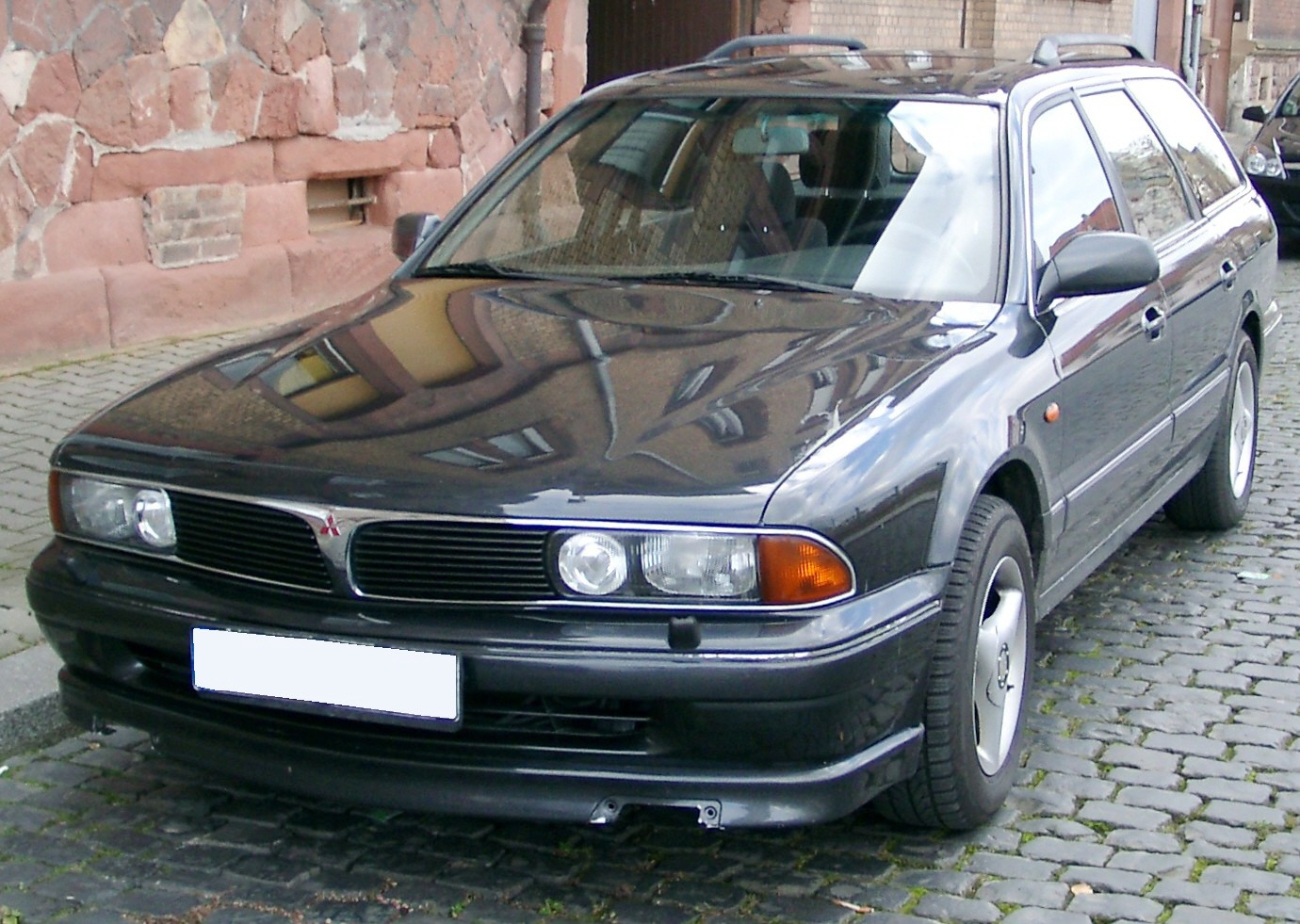
Mitsubishi Sigma kombi (1992-1996)

Mitsubishi Sigma var en bilmodell från Mitsubishi. Sigma kom 1990 och var den exklusivaste Mitsubishi som kom till Sverige. Sigman var världens första serieproducerade bil med antispinsystem[källa behövs] och motorn var en 3 liters V6 med DOHC, 24 ventiler och 205 hästkrafter. I Australien tillverkades kombin med en äldre 12 ventilers motor, samma som fanns i Pajero. Kombin såldes aldrig ny i Sverige.
I Japan och Amerika hette den Mitsubishi Diamante, fast Diamante var en hardtopmodell utan ett tredje sidofönster på dessa marknader. Japanska kunder kunde också köpa "vår" Sigma med sex fönster och dörrstolpar. I USA och vissa andra länder utanför Japan såldes tidigare varianter av Mitsubishi Galant under namnet Mitsubishi Sigma. Den andra generationen av Diamante kom 1995 och tillverkades till 2005.